# Zakrzów (powiat opolski)
Zakrzów – wieś w Polsce położona w województwie lubelskim, w powiecie opolskim, w gminie Łaziska.
| SIMC    | Nazwa         | Rodzaj    |
| ------- | ------------- | --------- |
| 0385448 | Las           | część wsi |
| 0385454 | Stary Zakrzów | część wsi |
| 0385460 | Załasze       | część wsi |

Wieś benedyktynów świętokrzyskich w powiecie urzędowskim województwa lubelskiego w 1786 roku. W latach 1975–1998 miejscowość należała administracyjnie do województwa lubelskiego.
Wieś stanowi sołectwo w gminie Łaziska. Według Narodowego Spisu Powszechnego z roku 2011 wieś liczyła 348 mieszkańców.

## Historia
Wieś z XIV wieku - własność klasztoru świętokrzyskiego od 1404 roku do czasów jego kasaty 1819 r.
W Zakrzowie urodził się Kazimierz Gąsior (1898–1940), bombardier Wojska Polskiego, kawaler Virtuti Militari.